# Olivier de Sesmaisons
Pour les autres membres de la famille, voir Famille de Sesmaisons.
Olivier de Sesmaisons (21 mai 1894, Saumur - 15 janvier 1967, La Chapelle-sur-Erdre) est un homme politique français.

## Biographie
Descendant de Rogatien Louis Olivier de Sesmaisons, Olivier de Sesmaisons est né du marquis Donatien de Sesmaisons, officier de cavalerie, et de Marguerite Guibourg de Luzinais, elle-même fille d'Ernest Guibourd de Luzinais.
Il suit ses études chez les Frères des écoles chrétiennes du Loquidy et à Saint-Stanislas, à Nantes, puis à l'École supérieure d'agriculture et de viticulture d'Angers.
Mobilisé en 1914, Sesmaisons sert dans l'artillerie, est blessé, cité deux fois et est démobilisé en 1921 avec le grade de capitaine.
Le 30 novembre 1921, il épouse Yolaine Dufresne de La Chauvinière, sœur de l'ambassadeur Édouard Dufresne de la Chauvinière et nièce de Pierre Gauja, dont il aura huit enfants.
Il est maire de la Chapelle-sur-Erdre de 1932 à 1945 et conseiller général du canton de La Chapelle-sur-Erdre de 1933 à 1967
À sa demande, il sert de nouveau lors de la Seconde Guerre mondiale, malgré un avis médical d'inaptitude physique. Après l'armistice, il soutient, en tant que maire, activement les évadés et les réfractaires au Service du travail obligatoire (STO). Il est vice-président du Comité des œuvres sociales des organisations de la Résistance (COSOR) de la Loire-Inférieure en 1944, que son épouse préside et qui recevra la Légion d'honneur et la croix de guerre au titre de la Résistance. Leur fils, Jean, sera quant à lui agent de liaison de l’état-major de l'Organisation de résistance de l'Armée (ORA) à dix-huit ans, sera torturé par la Gestapo et déporté à Dora-Harzungen.
En août 1944, Olivier de Sesmaisons devient membre du Comité départemental de libération de la Loire-Inférieure.
Propriétaire terrien et exploitant agricole à la Chapelle-sur-Erdre (où il réside au château de La Desnerie) et à Touvois, il devient secrétaire de la Chambre d'agriculture de la Loire-Inférieure de 1936 à 1952, président du comité départemental des céréales de 1943 à 1966, vice-président de la caisse régionale de Crédit agricole de 1943 à 1963, président ou vice-président du Syndicat d'électrification rurale de Légé-Saint-Philibert, du Crédit immobilier rural de la Loire-Atlantique, de ma Coopérative centrale des agriculteurs de la Loire-Atlantique, ainsi qu'un membre actif du comité de l'enseignement et de la formation professionnelle.
En 1945, il est élu député de la Loire-Inférieure, sur la liste d'Union nationale républicaine de la Résistance conduite par le général Audibert, chef d'état-major régional de l'armée secrète dans l'Ouest. Sesmaisons est l'un des membres fondateurs du Parti républicain de la liberté (PRL) et est député de la Loire-Atlantique jusqu'à son décès, en 1967.
Il siège également à la commission consultative des assurances sociales agricoles et à la commission supérieure des prestations familiales agricoles, en tant que représentant de l’Assemblée nationale.